# エリー・キルダン
エリー・キルダン（英：Ellie Kildunne、1999年9月8日 - ）は、イングランドの女子ラグビーユニオン選手。

## プロフィール
- イタリア・ヨークシャー出身[1]。
- ポジションはセンター(CTB)、フルバック(FB)。
- 身長 176cm、体重 68kg
- 女子イングランド代表キャップは12（2022年12月現在）。

## 略歴
2022年、ラグビーワールドカップ2021の女子イングランド代表に選ばれて、レッド・ローズ2大会連続準優勝に貢献。
2024年、パリ五輪の7人制イギリス代表に選ばれた。